# Сьоґунат
Сьоґунат, або Шьоґунат (яп.幕府 — бакуфу) — самурайський уряд, який очолює сьоґун. 
Назва бакуфу означає «уряд в наметовому штабі». Наметовий штаб — це ставка головнокомандуючого просто неба, оточена полотняними шторами. Такий штаб був мозковим центром військ під час битви, звідки полководець віддавав накази. Відповідно, місце перебування командира — сьоґуна — і місце його уряду отримало назву бакуфу.
В історії Японії таких урядів було три. Перший був заснований Мінамото но Йорітомо у місті Камакура — Камакурський сьоґунат (1185—1333). Другий сьоґунат постав у Кіото зусиллями Асікаґи Такаудзі — сьоґунат Муроматі (1338—1573). Третій уряд був заснований Токуґавою Ієясу в місті Едо (суч. Токіо) — сьоґунат Едо.
Сьоґунати називаються за місцем заснування або за іменем роду засновника. Відповідно, сьоґунат Камакура може мати назву сьоґунат Мінамото, сьоґунат Муроматі називатись сьоґунатом Асікаґа, сьоґунат Едо — дефініціюватись як сьоґунат Токуґава.